# Else Oppler-Legband
Else Oppler-Legband, (Núremberg, 21 de febrero de 1875 - Überlingen, 7 de diciembre de 1965) fue una diseñadora alemana, con experiencia en el campo del interiorismo, diseño de escaparates, escenarios y moda.

## Primeros años
Diseñadora alemana, con experiencia en campo del interiorismo, diseño de escaparates, escenarios y moda. Else Oppler-Legband fue una de las representantes de la llamada “reforma” en la moda femenina de las décadas de 1910 y de 1920, con centro en Berlín. En los círculos renovadores del diseño y la arquitectura, el interés estético por las formas desnudas, desprovistas de ornamentación, se extendió desde la moda a la teoría arquitectónica.

## Trayectoria
Else Oppler-Legband se formó primero en la Academia de Bellas Artes de Múnich con Maximilian Dasi, así como con Henry van de Velde en Berlín; también fue discípula del arquitecto Josef Hoffmann en Viena, donde coincidió con Lilly Reich, y del arquitecto y diseñador alemán Peter Behrens en Núremberg.
Durante algún tiempo, dirigió el departamento de Moda Femenina de los Grandes Almacenes Wertheim en Berlín, con cuya actividad intentó promocionar la labor desarrollada por las mujeres diseñadoras y otras profesionales, para acreditar su capacidad laboral.
Oppler-Legband, obtuvo en 1902 la dirección del Departamento de Artes Aplicadas en la Asociación de Núremberg para el Avance de la Mujer; además formó parte del reducido grupo inicial de mujeres (cofundadoras) de la Werkbund, en donde alcanzó gran notoriedad como oradora en la gira nacional de conferencias de 1909. También en este año, Else Oppler-Legband se convirtió en la directora de la escuela berlinesa Die Höhere Fachschule für Dekorationskunst.
En 1910 fundó un Comité para Artes y Moda de Tejidos con la Liga Alemana de Artes Aplicadas de Berlín. Llegó a ser miembro del Comité Ejecutivo de la Exposición de 1912 denominada La Mujer en la casa y en el trabajo organizada por el Lyzeum-Klub en Berlín, organización formada únicamente por mujeres académicas y profesionales que promovía sus propias vías de comercialización a través de exposiciones, ferias y publicaciones. Esta muestra expuso tres espacios interiores domésticos completos para los tres estamentos sociales, y supuso una declaración pública sobre una nueva relación profesional entre la mujer y la casa.
En 1914 la Werkbund convocó una exhibición internacional en Colonia sobre el diseño alemán. Las mujeres pertenecientes a esta asociación alemana fueron invitadas a participar con su propio edificio, Haus der Frau (La Casa de la Mujer); Oppler-Legband participaría activamente en el Comité Ejecutivo de esta muestra junto con Anna Muthesius y Lilly Reich. El pabellón diseñado por la arquitecta afincada en Berlín Margarete Knüppelholz-Roeser consistía en una baja estructura tripartita de gran envergadura horizontal; se caracterizaba por la ausencia de ornamentación y por sus formas rectilíneas. La Casa de la Mujer reivindicó con valentía el rol de la mujer en la reforma del movimiento del diseño.
Else Oppler-Legband propuso en 1914 un nuevo ámbito específico para el trabajo femenino, el Raumkunst o diseño interior y escaparatismo de moda. Debido a su conexión con Behrens, y gracias a un primer encargo para el apartamento de la Weissenhofsiedlung de Stuttgart de 1927, que no se llegó a materializar, diseñó y realizó en 1930 para su mentor el amueblamiento de la sala de la Exposición La Edificación Alemana en Berlín.
En estos años, el interiorismo era uno de los pocos ámbitos de intervención a los que las mujeres tenían acceso para poder desarrollar su actividad como diseñadoras. La crítica del momento suponía a la mujer incapacitada para la práctica arquitectónica. Gracias a la reforma emprendida por el movimiento Jugendstil, las mujeres encontraron en el interiorismo y en el diseño de mobiliario, ropa, artesanía, porcelana, objetos metálicos y juguetes un campo de trabajo que crecería de forma considerable con el cambio de siglo.
La relación entre la reforma de la moda femenina, que buscaba liberarse de ornamentos que limitaban los movimientos naturales de la mujer ejemplificó la aproximación a la arquitectura moderna promovida por Hermann Muthesius y Henry van de Velde, quienes vieron en la reforma de la moda femenina, “un modelo literal para la práctica del diseño”. Else Oppler-Legband, Anne Muthesius y otras muchas mujeres diseñadoras vistieron prendas renovadas como parte de su imagen de modernas mujeres profesionales.

## Vestuario y escenografía. Filmografía.
1922.- Marie Antoinette, das Leben einer Königin / María Antonieta, la vida de una reina. Vestuario.
1920.- Der Scharm der höchter / El encanto de Hoechter. Escenografía.
1920.- Schwarzwaldmädel / La niña del bosque negro. Escenografía.
1920.- Die Kronjuwelen des Herzogs von Rochester / Las joyas de la corona del Duque de Rochester. Escenografía
1919- König nicolo / Rey nicolo. Escenografía.